# Craspedochiton elegans
Craspedochiton elegans är en blötdjursart som först beskrevs av Tom Iredale och Hull 1925.  Craspedochiton elegans ingår i släktet Craspedochiton och familjen Acanthochitonidae. Inga underarter finns listade i Catalogue of Life.